# Togos prefekturer
Togo har 30 prefekturer, fördelade över landets 5 regioner.

## Centrale

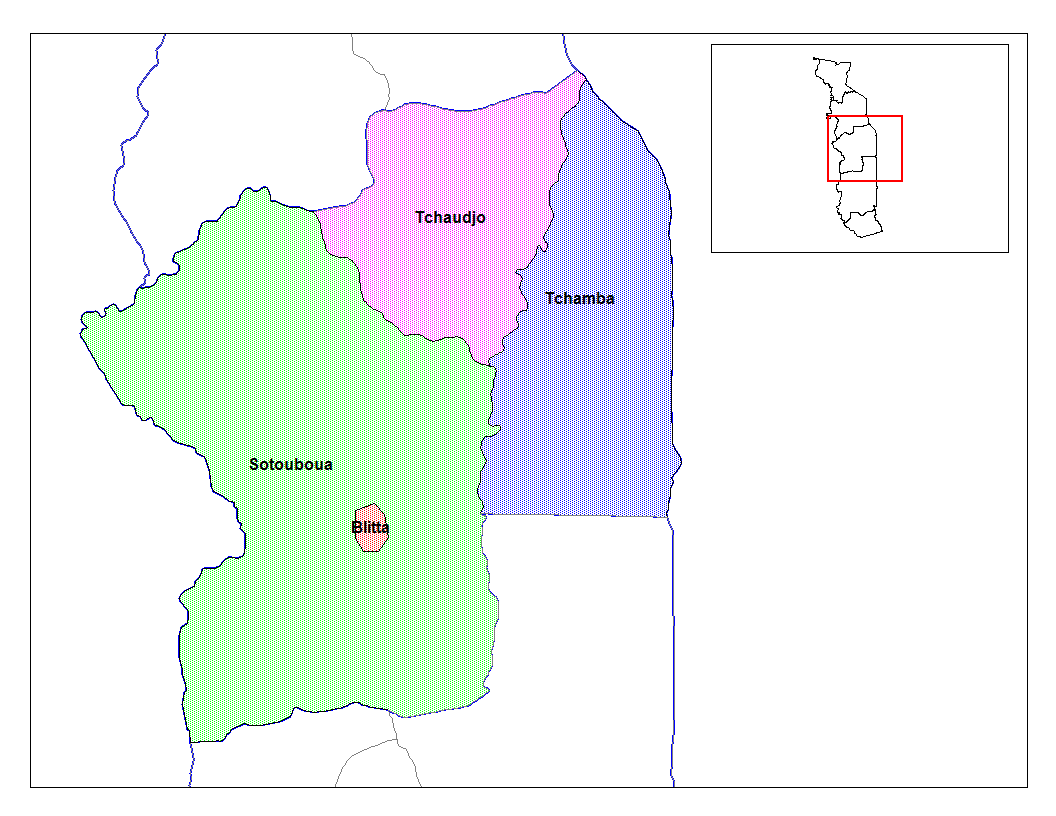
Prefekturerna i Centrale.

| Namn      | Huvudort  | Folkmängd |
| --------- | --------- | --------- |
| Blitta    | Blitta    | 137 658   |
| Sotouboua | Sotouboua | 158 425   |
| Tchamba   | Tchamba   | 131 674   |
| Tchaoudjo | Sokodé    | 190 114   |

## Kara

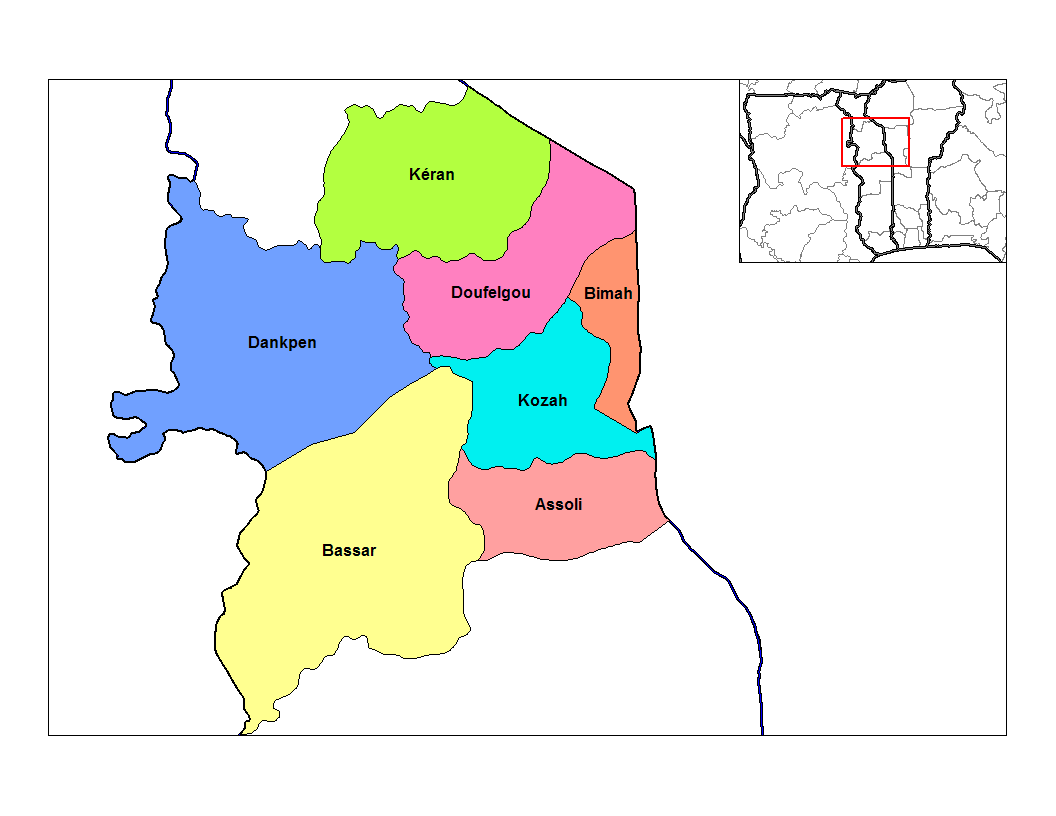
Prefekturerna i Kara.

| Namn      | Huvudort     | Folkmängd |
| --------- | ------------ | --------- |
| Assoli    | Bafilo       | 51 491    |
| Bassar    | Bassar       | 119 717   |
| Bimah     | Pagouda      | 70 054    |
| Dankpen   | Guérin-Kouka | 130 723   |
| Doufelgou | Niamtougou   | 78 635    |
| Kéran     | Kanté        | 94 061    |
| Kozah     | Kara         | 225 259   |

## Maritime

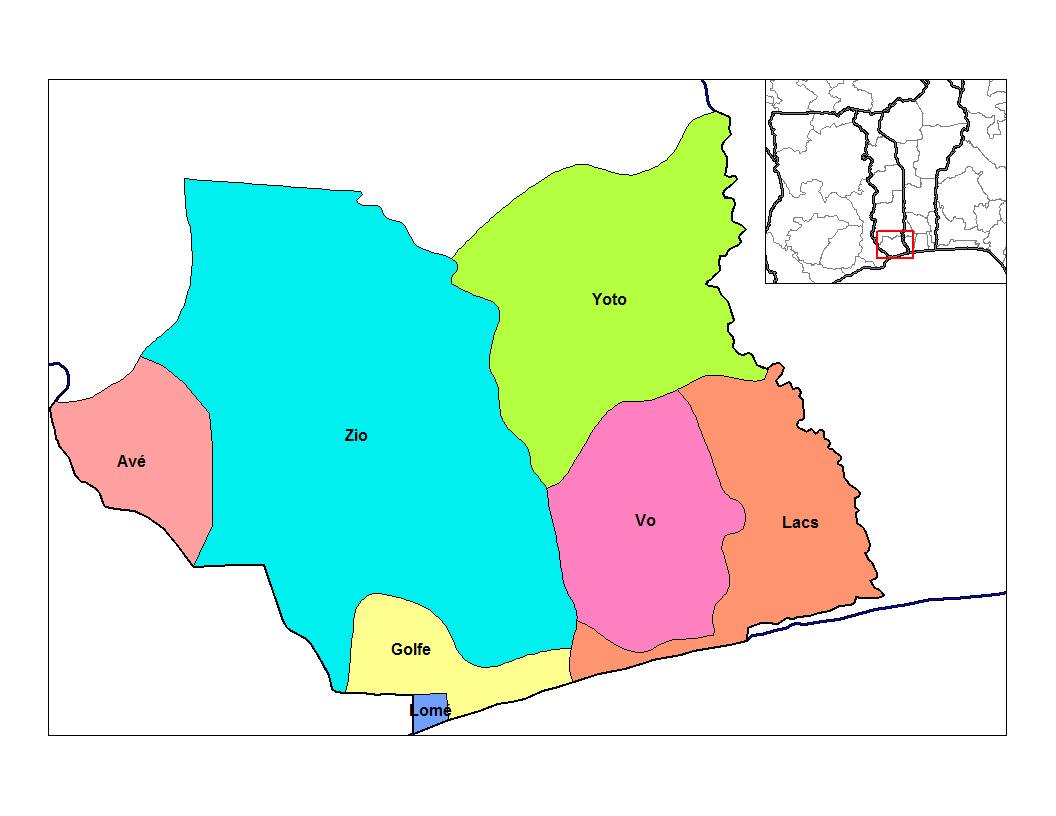
Prefekturerna i Maritime.

| Namn     | Huvudort  | Folkmängd |
| -------- | --------- | --------- |
| Avé      | Kévé      | 97 830    |
| Bas-Mono | Afagnagan | 88 846    |
| Golfe    | Lomé      | 1 570 283 |
| Lacs     | Aného     | 172 148   |
| Vo       | Vogan     | 210 075   |
| Yoto     | Tabligbo  | 165 596   |
| Zio      | Tsévié    | 295 177   |

## Plateaux

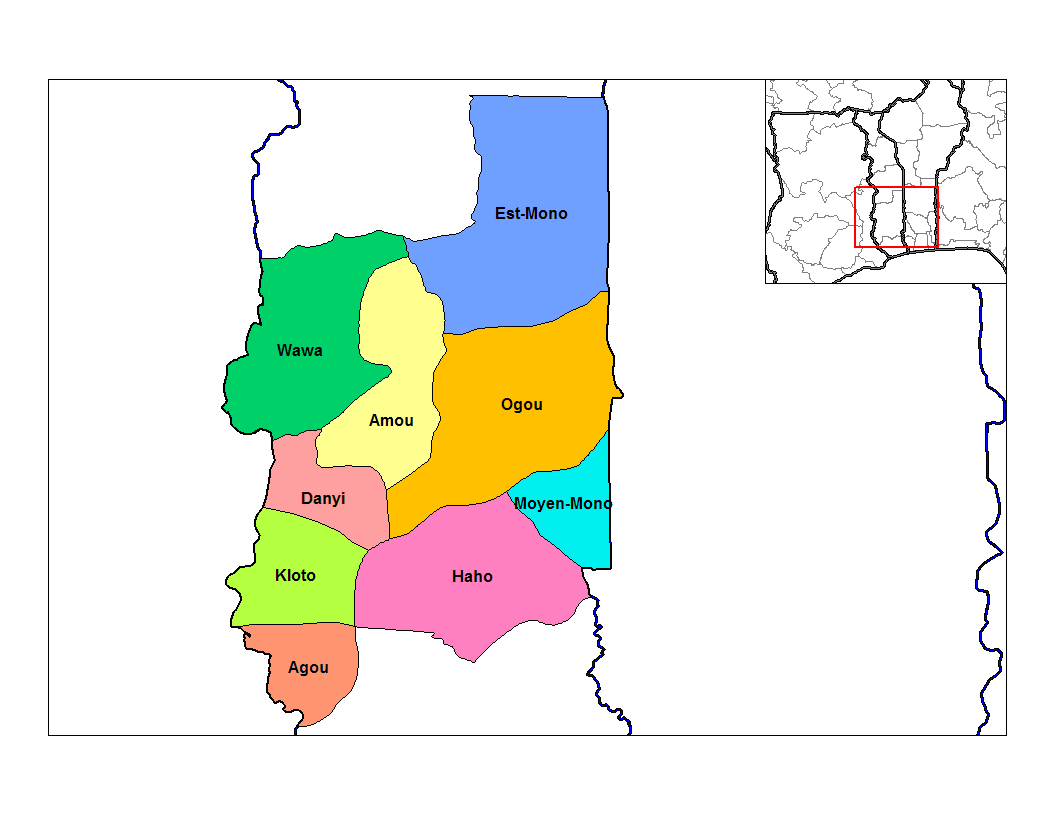
Prefekturerna i Plateaux.

| Namn       | Huvudort      | Folkmängd |
| ---------- | ------------- | --------- |
| Agou       | Agou-Gadjepe  | 84 890    |
| Akébou     | Kougnohou     | 62 245    |
| Amou       | Amlamé        | 105 091   |
| Anié       | Anié          | 95 090    |
| Danyi      | Danyi-Apéyémé | 38 742    |
| Est-Mono   | Elavagnon     | 121 789   |
| Haho       | Notsé         | 247 817   |
| Kloto      | Kpalimé       | 139 043   |
| Kpélé      | Kpélé-Adéta   | 75 890    |
| Moyen-Mono | Tohoun        | 77 286    |
| Ogou       | Atakpamé      | 226 308   |
| Wawa       | Badou         | 100 974   |

## Savanes

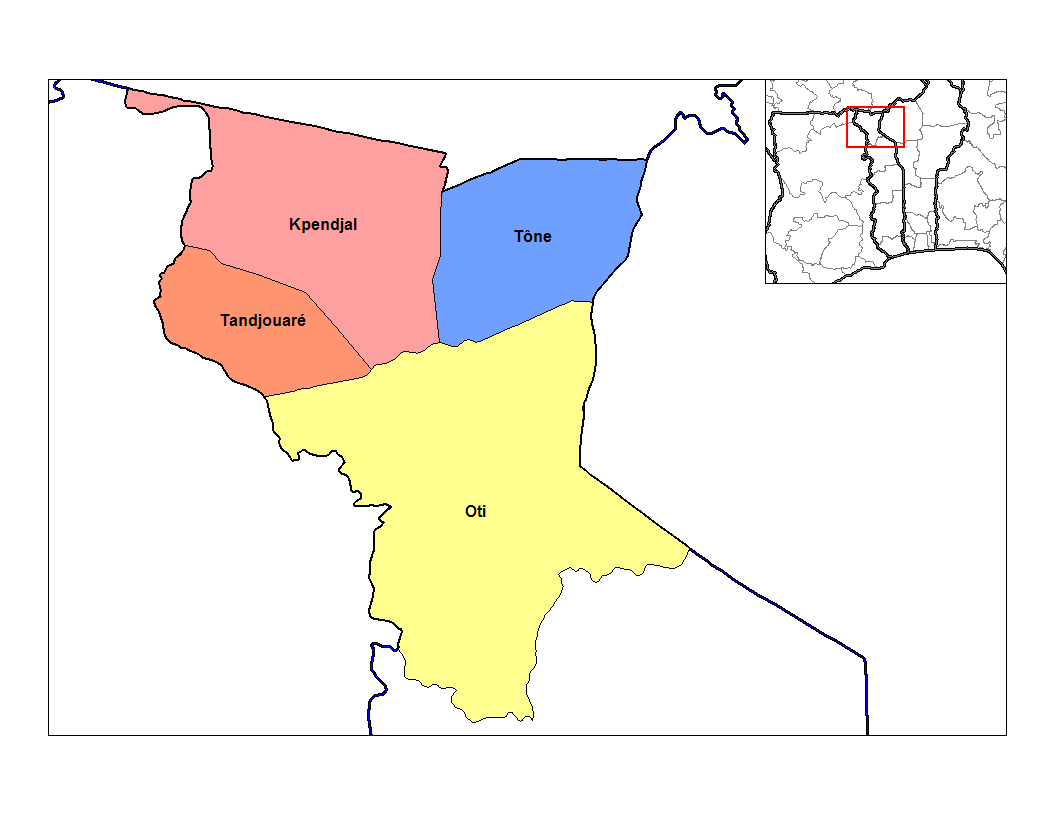
Prefekturerna i Savanes.

| Namn       | Huvudort   | Folkmängd |
| ---------- | ---------- | --------- |
| Cinkassé   | Cinkassé   | 78 592    |
| Kpendjal   | Mandouri   | 155 091   |
| Oti        | Mango      | 190 543   |
| Tandjouaré | Tandjouaré | 117 519   |
| Tône       | Dapaong    | 286 479   |